# C'era un ragazzo che come me amava i Beatles e i Rolling Stones
C'era un ragazzo che come me amava i Beatles e i Rolling Stones é um single de Gianni Morandi, lançado em outubro de 1966. O lado A foi composto por Mauro Lusini e Franco Migliacci em 1966, para ser apresentada no terceiro Festival delle Rose por Morandi e Migliacci. A canção acabaria tendo a sua execução proibida na RAI, tanto em rádio como na televisão. pela O lado B é "Se Perdo anche Te", um cover de "Solitary Man", de Neil Diamond cuja versão em italiano foi escrita por Franco Migliacci e Loris Bazzocchi. Ambos os lados têm arranjo de Ennio Morricone, contando com sua orquestra como acompanhamento. A canção alcançou a 1ª posição na parada musical italiana durante 3 semanas consecutivas em fevereiro de 1967.

## Desempenho nas tabelas musicais
| Tabela musical (1966)      | Canção                                                          | Melhor posição | Data              |
| -------------------------- | --------------------------------------------------------------- | -------------- | ----------------- |
| Itália (Hit Parade Italia) | C'era un ragazzo che come me amava i Beatles e i Rolling Stones | 1              | Fevereiro de 1967 |

## Versão de Os Incríveis
Esta canção foi o primeiro single de Os Incríveis após saírem da gravadora Continental. O compacto foi lançado em julho de 1967 pela gravadora RCA para promover o seu primeiro álbum pela nova gravadora que seria lançado em outubro do mesmo ano, Para os Jovens que Amam os Beatles, Rolling Stones e... Os Incríveis. A canção é uma versão de uma canção italiana de protesto pela Guerra do Vietnã cantada por Gianni Morandi, também contratado da RCA. A letra em português foi escrita por Brancato Júnior, empresário da banda na época.

## Versão de Engenheiros do Hawaii
Os Engenheiros resolveram incluir no disco O Papa É Pop um cover desta canção após terem executado ela em um "showmício" do candidato do PDT Leonel Brizola nas eleições de 1989, em Betim, em Minas Gerais, para cobrir um atraso do candidato. A banda havia feito um acordo de participar de três eventos de campanha: este, em Betim; outro na Cinelândia, no Rio; e, finalmente, um em Maringá, no Paraná. Como a resposta do público foi muito forte, a canção passaria a fazer parte do repertório daquela turnê, sendo tocada, por exemplo, na participação da banda na terceira edição do festival Hollywood Rock, em janeiro de 1990, no Estádio do Morumbi e na Praça da Apoteose, respectivamente em São Paulo e no Rio de Janeiro. A apresentação desta música foi o ponto alto da noite, com o guitarrista Augusto Licks solando diversos hinos e, ao final, puxando os jingles das campanhas de Brizola e Lula - que haviam sido derrotados nas eleições pouco mais de 1 mês antes - para delírio da multidão que cantava junto. A canção seria uma das mais executadas daquele ano, ajudando a puxar as vendagens do disco para mais de 350 mil unidades, rendendo um disco de platina para o grupo gaúcho naquele ano.
Ainda, quando criança, o cantor e compositor Humberto Gessinger ganhou um violão pelo seu gosto por essa canção, na versão de Os Incríveis.

## Outras versões
- Existem várias regravações em italiano desta música, como as dos artistas: Joan Baez,[12] Rita Pavone, Lucio Dalla, Rosario Fiorello, Poyushchiye Gitary e Yegor Letov.[13]

- No Brasil, ela foi regravada, também, por Maritza Fabiani (em 1967) e pela banda KLB em seu álbum Bandas, de 2007.[14]